# 기부 유코
기부 유코(일본어: 儀武 ゆう子, 1981년 1월 28일 ~ )는 일본의 성우. 오키나와현 출신.

## 애니메이션
- 다마고치 애니메이션 시리즈
  - 자 가자! 다마고치 - 차마메치, 다마코코 히메
  - 다마고치! - 차마메치, 다마코코 히메, 와타와타치, 루비치, 포루테치
  - 다마고치! 꿈 키라 드림 - 파티치, 아크로바치, 차마메치
  - 다마고치! 미라클 프렌즈
  - GO-GO 다마고치! - 차마메치, 다마코코 히메, 파티치, 와타와타치, 루비치
  - 다마고치! 다마 토모 다이슈 GO - 차마메치

## 영화
- 극장판 다마고치: 두근두근 우주의 미아 - 차마메치 (2007)
- 극장판 다마고치: 우주제일 행복한 이야기 - 차마메치 (2008)